# Aeroporto di Torino-Aeritalia
L'Aeroporto di Torino-Aeritalia (ICAO: LIMA), intitolato ad Edoardo Agnelli, si trova nel territorio del comune di Collegno con ingresso in Strada della Berlia n. 500 a Torino.
È un aeroporto turistico internazionale in ambito Schengen di categoria 2 ICAO gestito per incarico di ENAC dall'Aero Club Torino. Viene utilizzato sia per attività turistica che per scuola (volo a vela e a motore). Nel giugno del 2010 la scuola ha toccato il vertice di frequenze di 102 allievi nelle due specialità.
Dispone di due piste di atterraggio: una in asfalto (10L/28R) di 1 074 × 30 metri e una in erba (10R/28L) di 700×30 metri, riservata al movimento alianti. Dispone inoltre di una pista di atterraggio per elicotteri illuminata, e quindi con possibilità di operare anche di notte munita di un sistema di avvicinamento A-PAPI, oggi principalmente utilizzata dal servizio di elisoccorso.

## Servizi
L'aeroporto dispone di:
- servizio di informazione del traffico aereo AFIS fornito da ENAV sulla frequenza 119,80 MHz;
- servizio di rifornimento carburante 100LL;
- servizio di lavaggio aerei;
- officina di manutenzione velivoli certificata EASA Parte 145 gestita da A.S.I. (Air Support International) s.r.l.;
- servizio di noleggio velivoli ed alianti;
- servizio di hangaraggio;
- bar ristorante.

## Attività diverse
Sull'aeroporto operano:
- l'Aero Club Torino;
- il servizio di elisoccorso 118 della Regione Piemonte;
- attività di gestione di apparati avionici della società DigiSky in collaborazione con il Politecnico di Torino;
- una società privata che svolge attività di vendita ricambi aeronautici;
- una scuola di volo.

## Storia
L'ingegnere Ottorino Pomilio nel maggio del 1916 fondò, con sede in corso Francia, la Società Anonima per Costruzioni Aeronautiche ing. Ottorino Pomilio & C., per la costruzione di velivoli SP2 (Savoia Pomilio), ed il 10 luglio 1916, per il collaudo dei suoi aerei, inaugurò quello che è oggi conosciuto come Aeroporto Torino- Aeritalia, con il volo del prototipo del velivolo militare SP2, pilotato dal sergente Almerigi.
Dopo l'aeroporto di Mirafiori (inaugurato nel 1911), che fu operativo fino all'inizio della seconda guerra mondiale, quello di Torino-Aeritalia è stato per almeno due decenni (anni quaranta e cinquanta) il principale aeroporto di Torino, che tanta parte ha avuto, e continua ad avere, nella storia aeronautica della città.
Il 23 maggio 1917 alle ore 11.25, decollando dal campo dell'Aeritalia venne inaugurato il primo volo postale italiano. Pilotato dal tenente Mario De Bernardi (collaudatore della Pomilio) il velivolo P.C. (Pomilio Caccia), con a bordo 200 kg di posta e 100 copie del quotidiano La Stampa, atterrò dopo 4 ore e 3 minuti all'aeroporto di Roma-Centocelle alla presenza delle autorità civili e militari. All'impresa le Poste italiane dedicarono una sovrastampa speciale sul francobollo da 25 centesimi Espresso.

Posta aerea 25 cent maggio 1917 con sovrastampa.

Nel 1918, la Società Pomilio e l'annesso campo volo vennero ceduti all'Ansaldo e da questa passati più tardi (1927) alla FIAT, che denominò questo complesso "FIAT Aeronautica d'Italia S.A." da cui, nel tempo, l'abbreviazione "Aeritalia". All'epoca in cui la FIAT completò il binomio terra-mare con la parola cielo, il cielo più importante era quello dell'Aeritalia.
Dalla pista dell'Aeritalia, effettuarono il loro primo volo, nell'arco di oltre 30 anni, i prototipi degli SP di Savoia Pomilio, degli SVA di Savoia, Verduzio, Ansaldo, dei Fiat CR e BR di Rosatelli, dei G di Gabrielli. Per il collaudo di questi velivoli la FIAT costruì negli anni trenta la pista 30 in conglomerato bituminoso di 1 000 × 60 metri, successivamente allungata a 1 500 metri nel 1963 (oggi tale pista non è più in uso ed è parzialmente coperta dalle strade e dalle costruzioni sorte successivamente). Piloti collaudatori come Francesco Brach Papa, Antonio Lovadina, Ferrarin, Rolandi, Cus e Vittore Catella metteranno a punto, sul campo dell'Aeritalia, macchine che a cavallo delle due guerre porteranno il nome di Torino e dell'Italia ai più lontani confini (pensiamo ai caccia CR30 per la Cina e per la Romania nel 1933, per l'Ungheria, l'Austria, la Spagna nel 1936, per il Venezuela nel 1937). Più tardi queste macchine verranno sostituite dai famosi Fiat G.50 e G.55 e G.59 tutti decollati e collaudati su questa pista.
Durante la seconda guerra mondiale, in seguito alla progressiva distruzione dell'aeroporto di Mirafiori, l'aeroporto dell'Aeritalia divenne il principale scalo aereo cittadino. Nell'aprile del 1944 l'aeroporto fu oggetto di spaventose incursioni aeree e fu colpito da oltre 250 bombe durante i ripetuti bombardamenti a tappeto mirati a colpire sia l'aeroporto che la contigua fabbrica di aerei della FIAT Aeritalia. Al termine della guerra l'aeroporto fu completamente ripristinato ed il 5 maggio 1947 la pista 30 dell'Aeritalia vide la ripresa dei voli commerciali di linea con il primo volo dell'Alitalia, che fu anche il primo volo di linea italiano del dopoguerra sulla tratta Torino-Roma. Questa pista vide altresì decollare i prototipi dei primi aerei da trasporto di produzione nazionale messi in linea dalle Avio Linee Italiane nel primo dopoguerra, e rappresentò anche il principale scalo torinese fino al 1953 quando l'aviazione commerciale incominciò a operare dal nuovo aeroporto di Caselle.

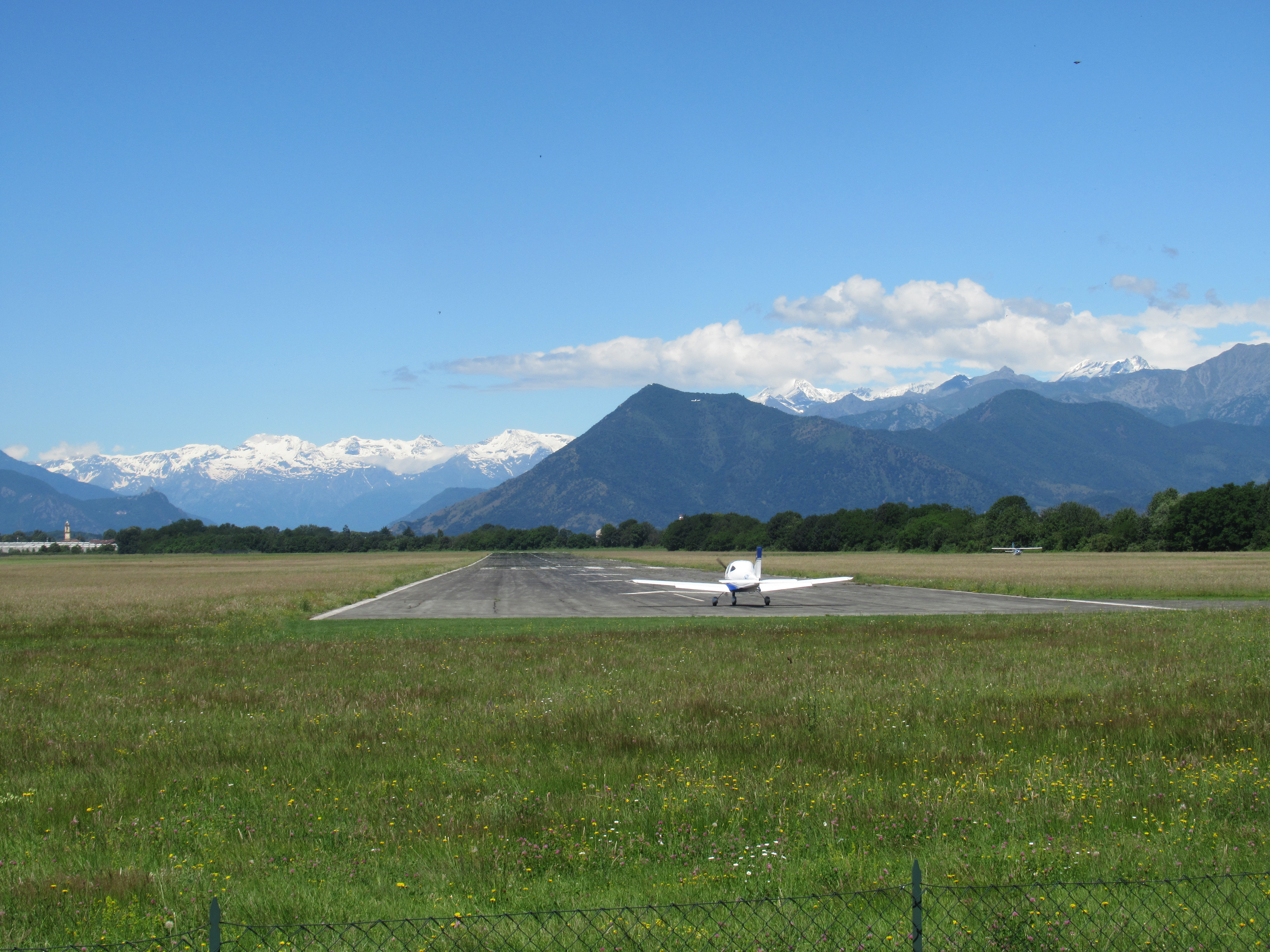
Pista di atterraggio 10L/28R dell'Aeroporto di Torino-Aeritalia

È su questa pista che i tifosi del Grande Torino attesero invano, il 4 maggio 1949, la squadra nel giorno della tragedia di Superga. Alle ore 17.05 il trimotore Fiat G.212 con marche I-ELCE pilotato dal comandante Pierluigi Meroni, con a bordo l'intera squadra, i dirigenti e gli accompagnatori, si schiantò contro il muraglione del terrapieno posteriore della Basilica di Superga. Nessun sopravvissuto fra i 31 a bordo. L'aereo riportava a casa da Lisbona la squadra del Grande Torino che aveva partecipato ad un evento sportivo amichevole con il Benfica.
Nel 1958 l'avvocato Gianni Agnelli si fece interprete presso la FIAT della necessità di costruire una nuova pista di decollo e dei relativi raccordi. Con delibera del 7 febbraio 1961 la FIAT stanziò la somma di 106 milioni di lire per la costruzione della pista 28R-10L di 1 074 metri in conglomerato bituminoso, da dare in esercenza all'Aero Club.
La palazzina dell'aeroporto è stata ristrutturata nel 1958 dall'architetto torinese Carlo Mollino, che ha disegnato logo dell'Aeroclub e ideato e realizzato il cartello del bar ristorante, alcuni trofei e la statua della Madonna di Loreto protettrice degli aviatori.
A cavallo fra gli anni sessanta e settanta, sulla pista 30 dell'aeroporto venivano collaudate le vetture Abarth da competizione. Parte di tale pista esiste ancora oggi, ma non è più utilizzabile dai velivoli.

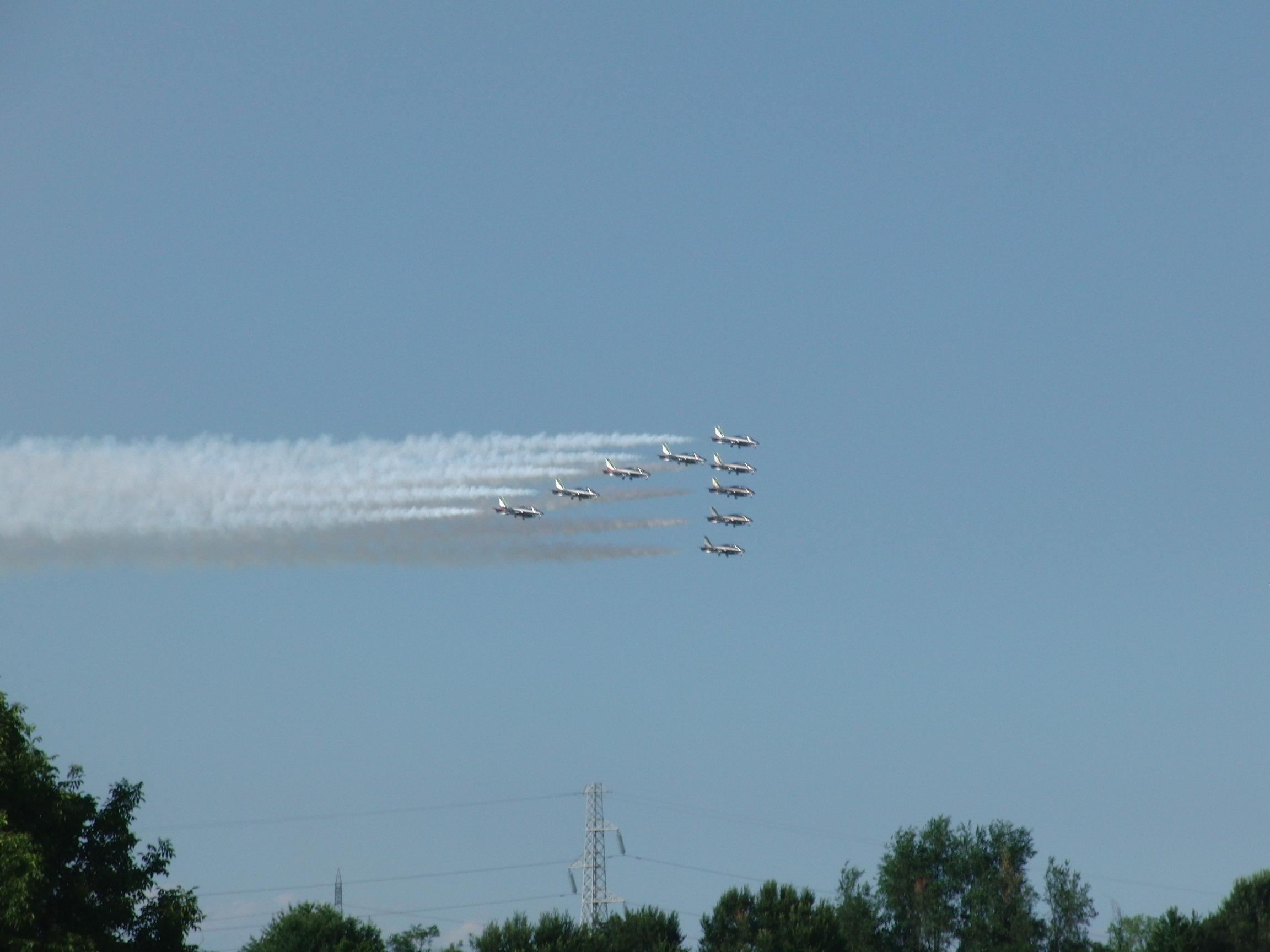
Saluto delle Frecce Tricolori per il centenario dell'aeroporto.

Nel periodo dal 9 al 14 giugno 2009 è stato sede dei World Air Games.
Nel 2023, in occasione del centenario dell'Aeronautica Militare Italiana, L'AeroClub di Torino, ha organizzato presso l'aeroporto, per il 16 e 17 settembre, una manifestazione aerea che prevedeva anche la partecipazione delle Frecce Tricolori. L'evento è stato annullato successivamente all'incidente occorso alla Pattuglia Acrobatica Nazionale il 16 settembre all'aeroporto di Torino-Caselle dove la PAN era di base.

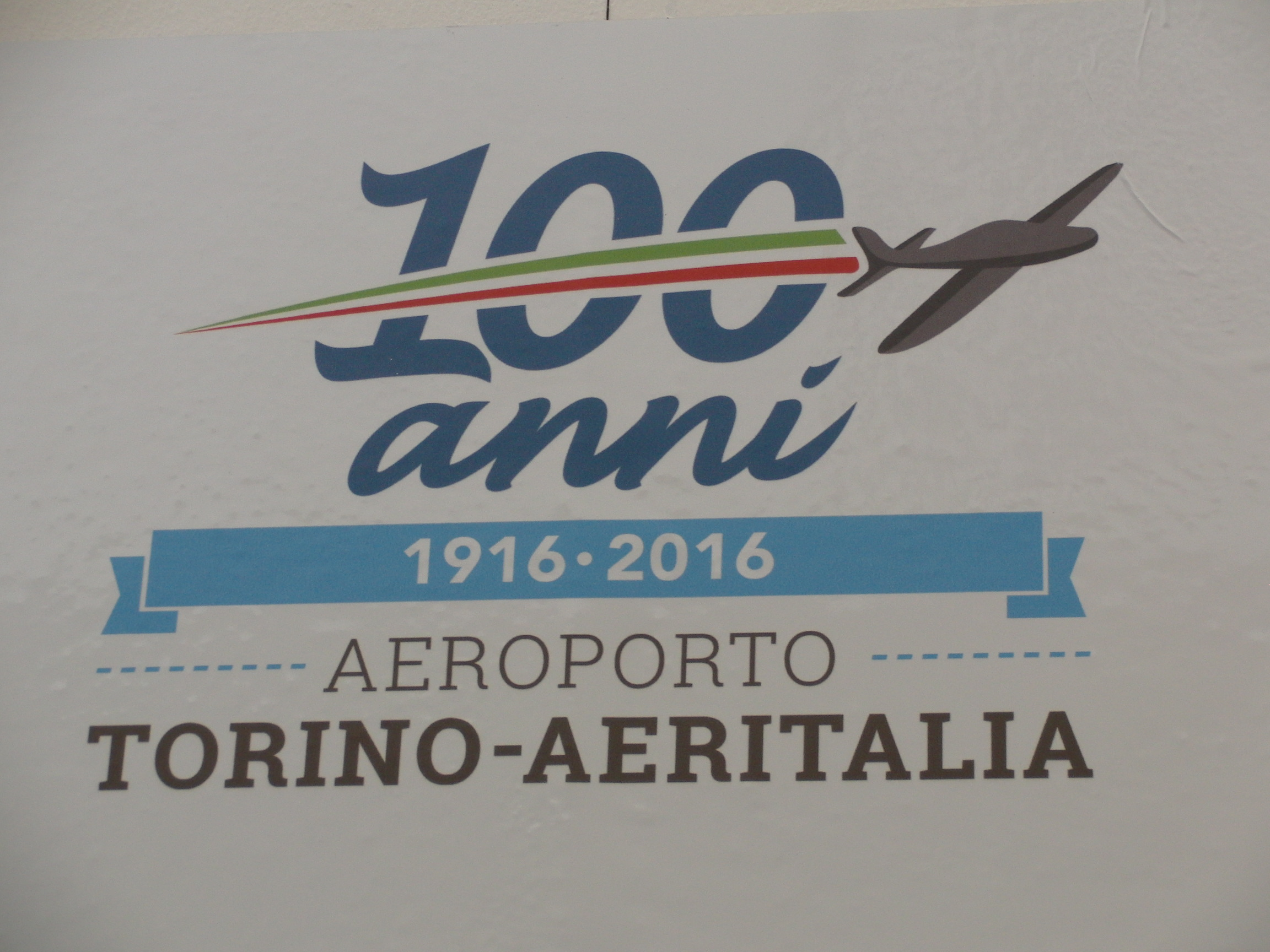
Manifesto del centenario

### Centenario dell'aeroporto
La manifestazione per l'anniversario dei 100 anni dall'inaugurazione dell'aeroporto, si è svolta il 2 e 3 luglio 2016 con la partecipazione del gruppo Historical Aircraft Group esibendo in statica alcuni velivoli storici della sua flotta.
Il pomeriggio del 3 luglio 2016 si è svolta la cerimonia in occasione del centenario dell'aeroporto, con numerose esibizioni di voli acrobatici tra cui il WeFly! Team e con la partecipazione delle Frecce Tricolori.

### Il Trofeo città di Torino
L’Aero Club Torino organizza a partire dal 1962 una competizione di volo a vela denominata “Trofeo Città di Torino”, gara internazionale di volo a vela iscritta nel calendario sportivo nazionale dell’Aero Club d’Italia. È considerata la classica gara di apertura della stagione del volo a vela italiano, in genere intorno ad aprile.

## Galleria d'immagini

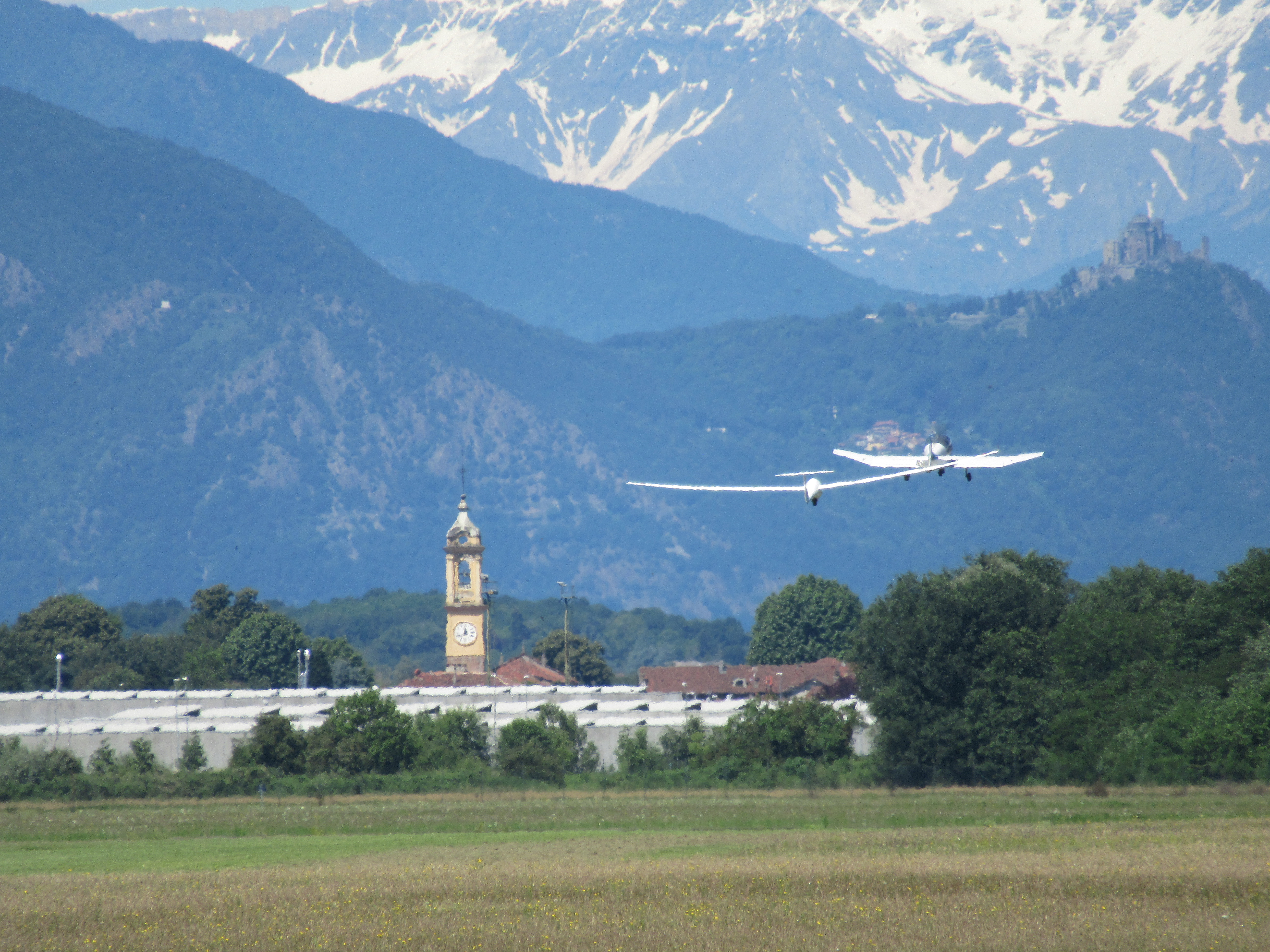
Aliante trainato da aereo in decollo; sullo sfondo, il campanile della Chiesa di Santa Croce di Collegno e la Sacra di San Michele.
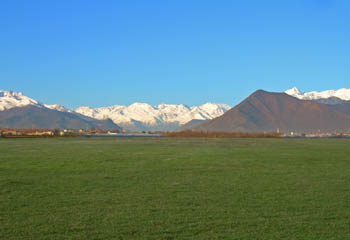
L'aeroporto dalla distanza
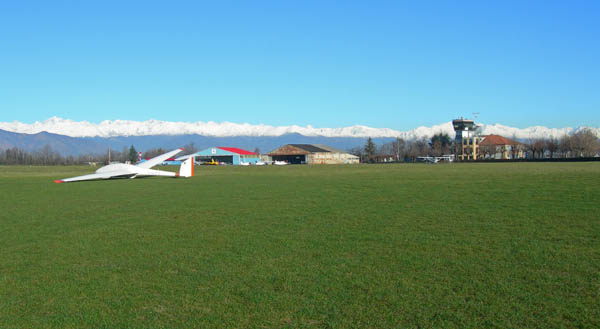
Particolare
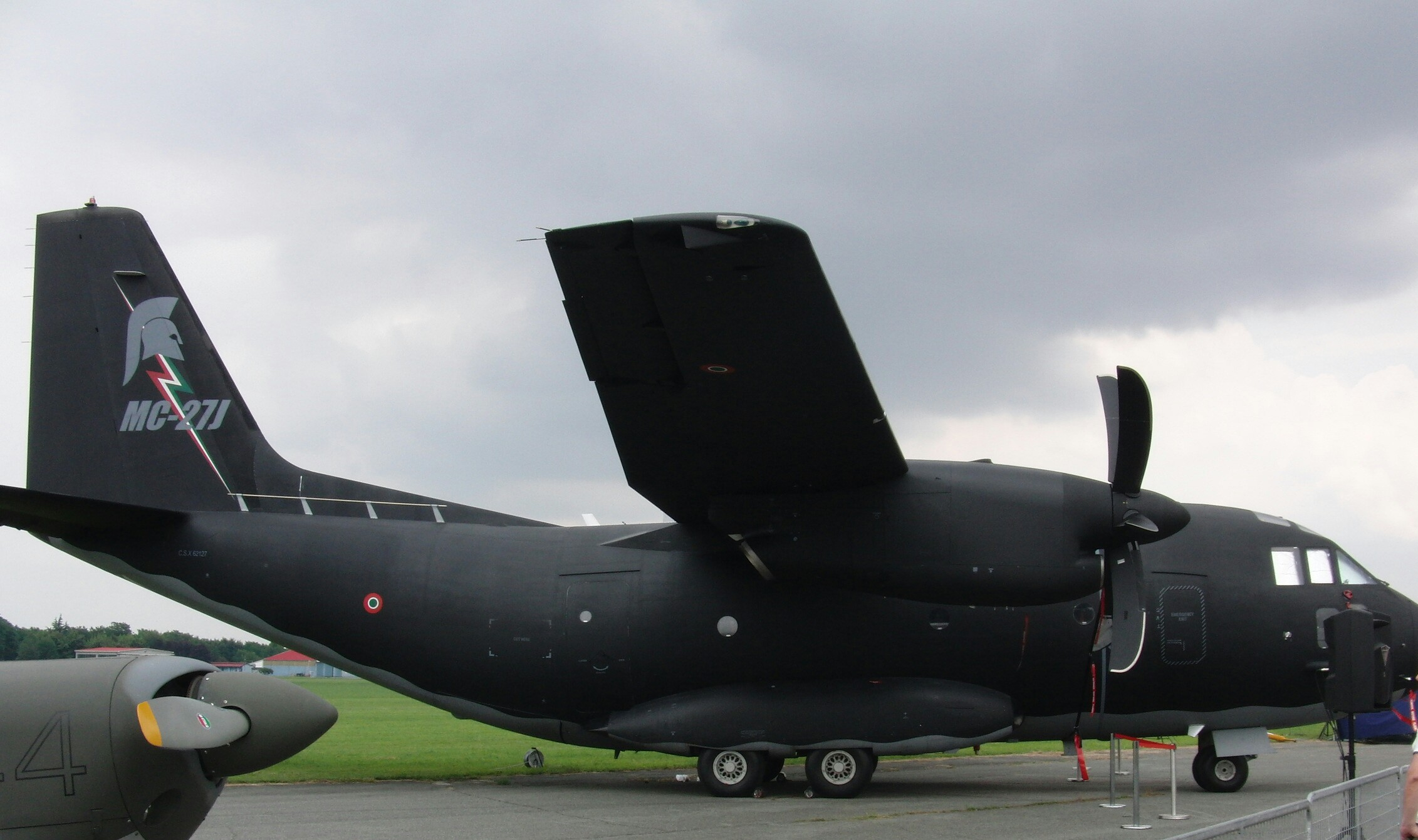
MC27-J in mostra statica per il Centenario dell'aeroporto
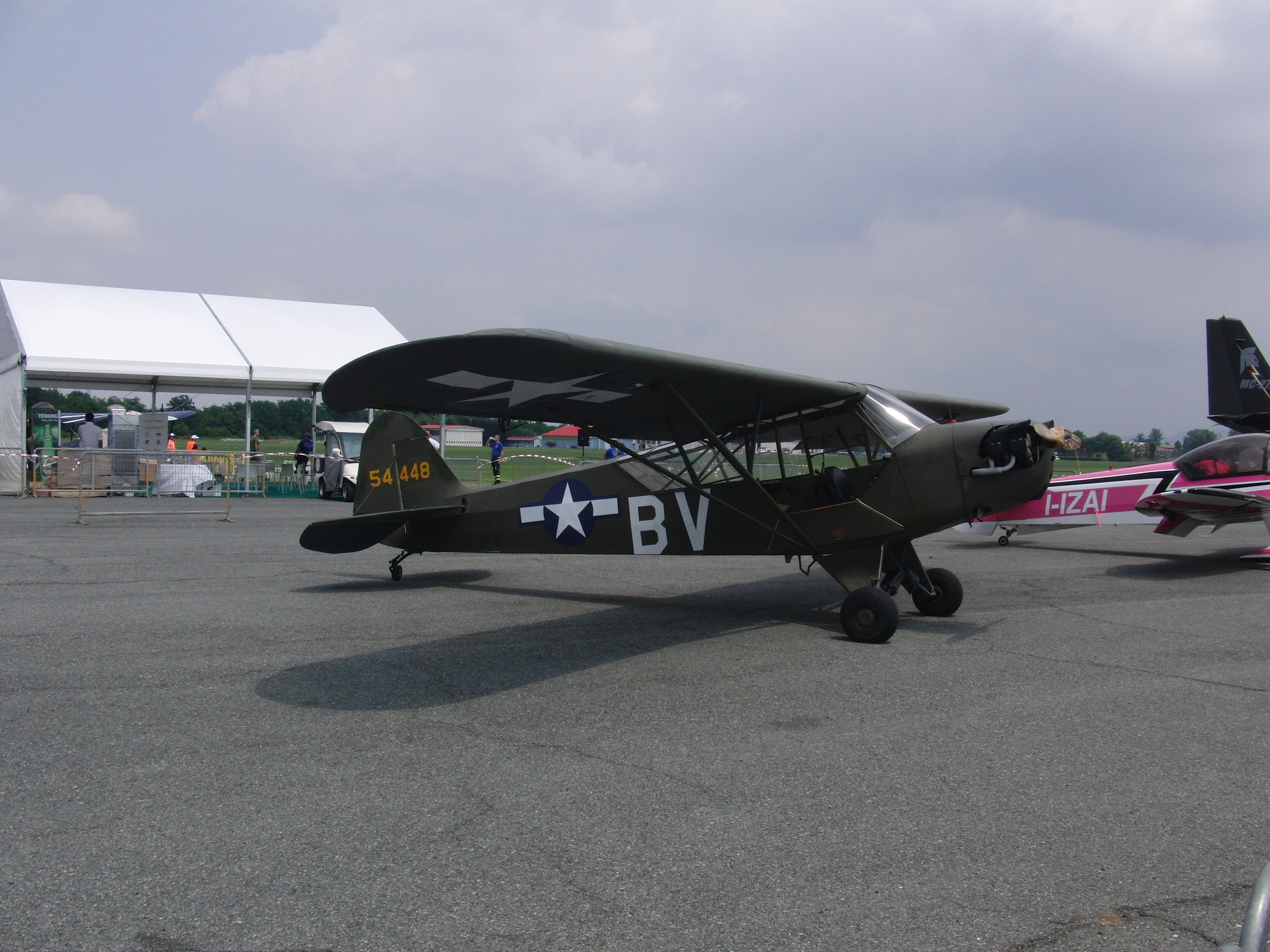
Velivolo storico in mostra statica per il Centenario Aeroporto Torino Aeritalia 2016